# 1263 dans les croisades
- Mamelouks :     Az-Zâhir Rukn ad-Dîn Baybars al-Bunduqdari

Cette page regroupe les évènements concernant les Croisades qui sont survenus en 1263 :
- Mort de Guy Ier de La Roche, duc d'Athènes. Son fils Jean Ier de La Roche, lui succède[1].
- Baybars détruit Nazareth[2].